# Küingdorf
Küingdorf ist ein Ortsteil der Stadt Melle im Landkreis Osnabrück in Niedersachsen. Der Ort bildete bis 1972 eine Gemeinde im damaligen Landkreis Melle und gehört heute zum Meller Stadtteil Neuenkirchen.

## Geographie
Der Ortsteil liegt am südlichen Rand der Stadt Melle und grenzt an die nordrhein-westfälische Stadt Borgholzhausen. Küingdorf besitzt einen kleinen Ortskern an der Borgholzhausener Straße und ist ansonsten mit verstreut liegenden Einzelhöfen besiedelt. Der Südosten des Ortsteils mit dem Neuenkirchener Berg reicht in den Teutoburger Wald und umfasst dort ein größeres Waldgebiet mit dem 220 Meter hohen Neuenkirchener Berg. Küingdorf wird in Süd-Nord-Richtung vom Violenbach durchflossen.

## Geschichte
Die Bauerschaft Küingdorf gehörte bis zu den Napoleonischen Kriegen zum Amt Grönenberg des Hochstifts Osnabrück. Von 1807 bis 1810 gehörte Küingdorf zum Kanton Neuenkirchen des napoleonischen Satellitenstaats Königreich Westphalen. Von 1811 bis 1813 gehörte der Ort unmittelbar zu Frankreich und dort zur Mairie Neuenkirchen im Arrondissement Osnabrück des Departements der Oberen Ems. 1814 kam Küingdorf zum Königreich Hannover und gehörte dort wieder zum Amt Grönenberg. 1867 fiel Küingdorf mit dem gesamten Königreich Hannover an Preußen und seit 1885 gehörte die Gemeinde zum Landkreis Melle. Innerhalb des Landkreises Melle gehörte Küingdorf zur Samtgemeinde Neuenkirchen. Am 1. Juli 1972 wurde Küingdorf im Rahmen der Gebietsreform in Niedersachsen Teil der Stadt Melle.

## Einwohnerentwicklung
| Jahr | Einwohner | Quelle |
| ---- | --------- | ------ |
| 1871 | 501       | [ 3 ]  |
| 1910 | 438       | [ 4 ]  |
| 1939 | 421       | [ 5 ]  |
| 1950 | 589       | [ 6 ]  |
| 1961 | 425       | [ 6 ]  |
| 1970 | 354       | [ 6 ]  |
| 2014 | 310       | [ 2 ]  |

## Baudenkmale
In Küingdorf liegen mehrere Baudenkmale:
- Ein landwirtschaftliches Gebäude an der Schlöheide 22
- Die Brücke der Holterdorfer Straße über den Violenbach
- Ein Schafstall an Holterdorfer Straße 79
- Ein Heuerhaus an der Borgholzhausener Straße 173
- Ein landwirtschaftliches Gebäude an der Borgholzhausener Straße 150
- Mehrere Gebäude des Hofs Uffenbeck an der Borgholzhausener Straße 170

## Kultur
Ein Träger des lokalen Brauchtums ist der Schützenverein Kerßenbrock-Küingdorf.